# Devia xeromorpha
Devia é um género monotípico de plantas com flor pertencente à família Iridaceae.